# Real de Catorce
Real de Catorce (il cui nome per esteso è Real de Minas de Nuestra Señora de la Limpia Concepción de Guadalupe de los Álamos de Catorce), è una città del Messico situata nello stato di San Luis Potosí, capoluogo della municipalità di Catorce. Si trova ad un'altezza di 2.750 metri s.l.m. e può essere raggiunta in auto passando dal tunnel di Ogarrio lungo 2,3 chilometri.

## Storia

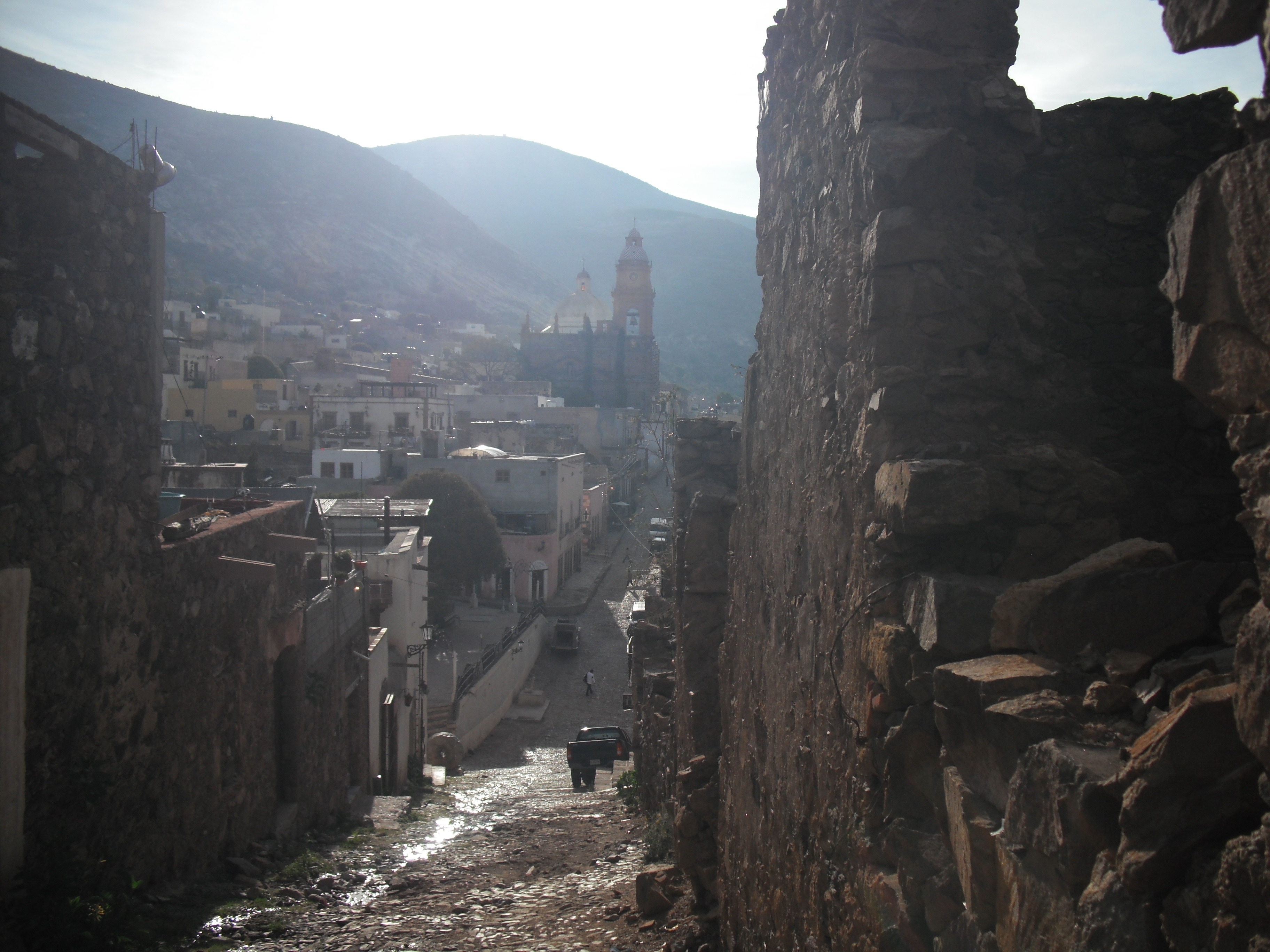
Calle Real.

Per quanto non si conosca la sua esatta origine, fin dal 1772 si sa dell'esistenza di questa località mineraria, che inoltre viene per la prima volta menzionata in un documento datato 11 agosto 1777 col termine "de Catorce".

In realtà non fu prima del 1778 che vennero trovati i filoni d'argento e che nel 1779, fu fondata ufficialmente la città. Una gran numero di minatori raggiunse il luogo in cerca di ricchezza e la cosa trovò ampia giustificazione nel fatto che nel 1803 era il secondo sito al mondo per la quantità di quel metallo prezioso estratto.

La vita del centro trascorse nella febbrile attività dell'estrazione dell'argento dalle viscere della terra. Quando le vene argentifere si esaurirono rischiò di trasformarsi in un villaggio fantasma, nonostante le numerose case in stile spagnolo che con gli anni erano state costruite.

Ancora oggi il culto di San Francesco d'Assisi e la sua statua posta nel locale santuario (pieno di ex voto), richiama migliaia di pellegrini, soprattutto per la festa che cade il 4 ottobre.

Un altro motivo di richiamo è la pianta del peyote che cresce in zona. Molte persone che facevano e fanno riferimento a "culture alternative", salgono fin qua alla ricerca di quella che i nativi chiamavano  "il cibo degli dei". Attualmente la città vive in maggior parte del turismo, molte vecchie case sono state trasformate in alberghi, ma circa la metà degli edifici risulta tutt'oggi in stato di abbandono.

Nel 2001 Real de Catorce fu inserito nella lista del programma Pueblos Mágicos da parte della segreteria del turismo messicana.

## Amministrazione e demografia

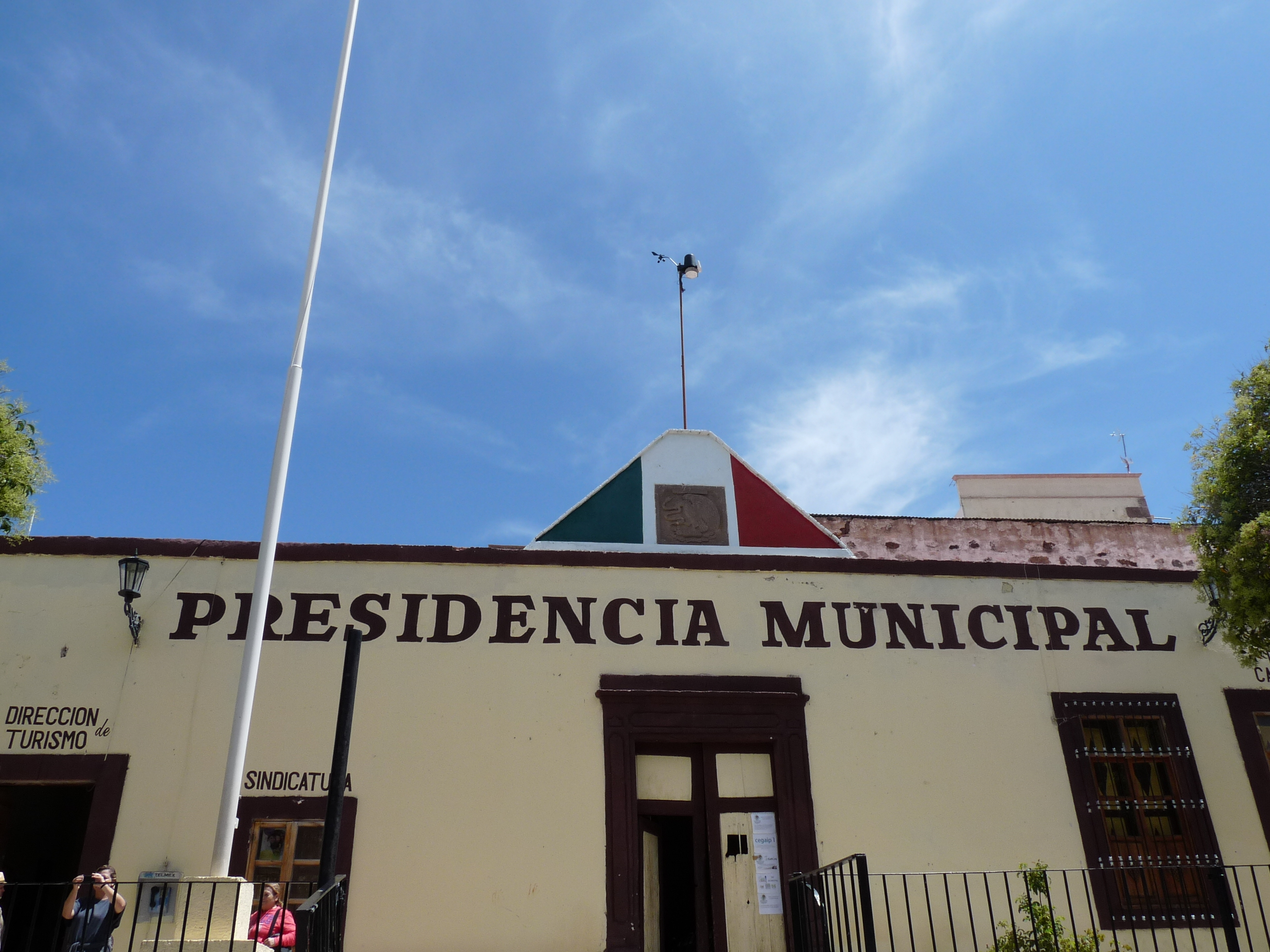
Presidencia Municipal di Real de Catorce

Il governo del comune di Catorce è composto dal presidente del comune, (il sindaco), da un fiduciario e dal consiglio comunale, che è composto da quattro consiglieri di maggioranza e due consiglieri a rappresentanza proporzionale; vengono eletti per un periodo di tre anni e sono rieleggibili solo una volta per il periodo successivo.
| Periodo     | Nome sindaco                                  |
| ----------- | --------------------------------------------- |
| 1982 - 1985 | Virgilio Torres Mendoza                       |
| 1985 - 1988 | José Inés Serna Mendoza                       |
| 1988 - 1991 | Santiago López Sánchez                        |
| 1991 - 1994 | Raúl Coronado Rodríguez                       |
| 1994 - 1997 | Sara Rocha Medina                             |
| 1997 - 2000 | Héctor Moreno Arriaga                         |
| 2000 - 2003 | Teodoro Almaguer Bernal                       |
| 2003 - 2006 | Román Castillo Alvarado                       |
| 2006 - 2009 | Petra Puente Córdova                          |
| 2009 - 2012 | Román Castillo Alvarado                       |
| 2012 - 2015 | Héctor Moreno Arriaga (rieletto)              |
| 2015 - 2018 | Francisco Daniel Calderón Coronado            |
| 2018 - 2021 | María Guadalupe Carrillo Rodríguez            |
| 2021 - 2024 | María Guadalupe Carrillo Rodríguez (rieletta) |
| 2024 - 2027 | Juan Francisco Javier Sandoval Torres         |

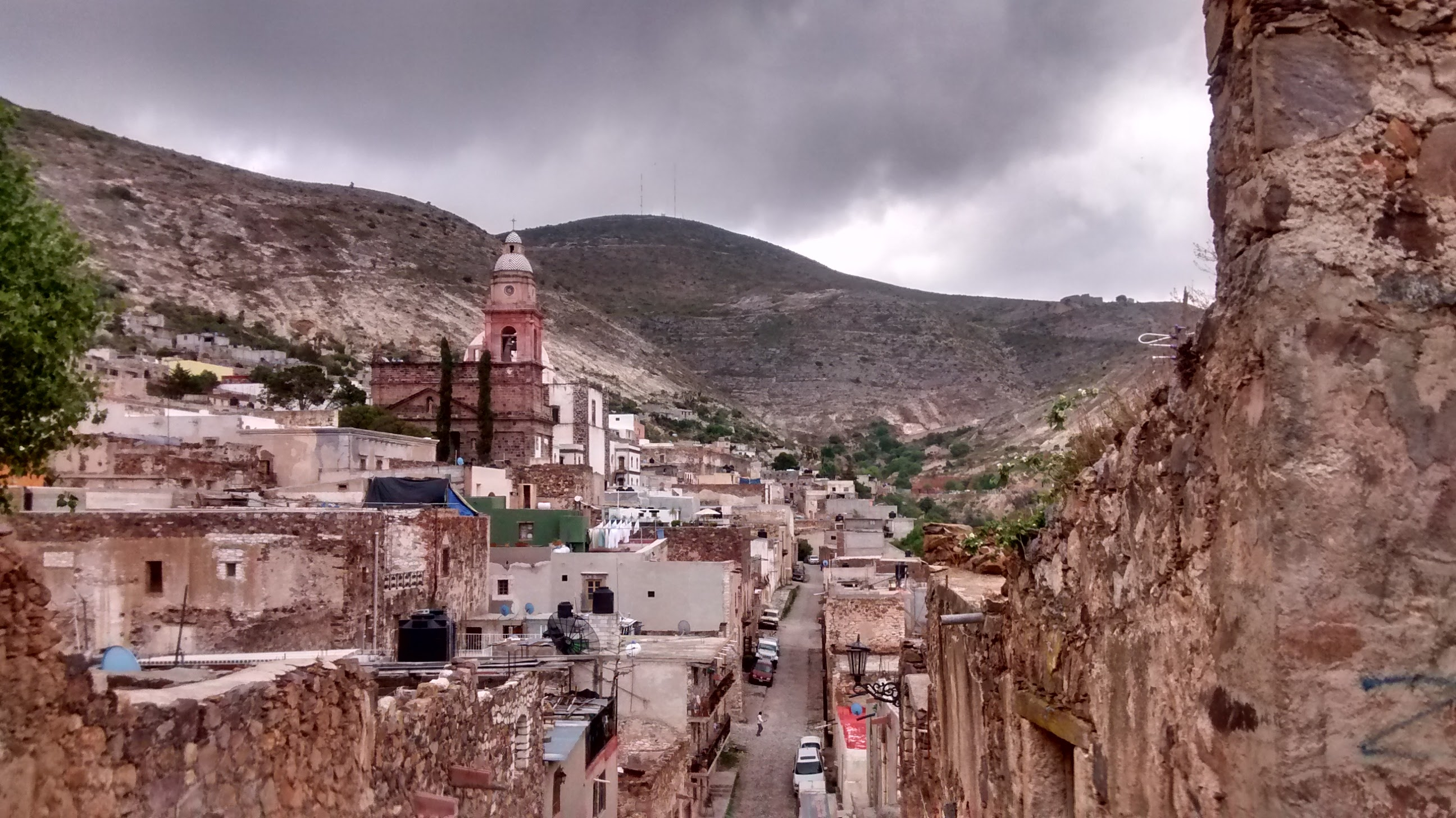
Vista panorámica di Real de Catorce, si nota la Parroquia de la Purísima Concepción.

Secondo il censimento del 2020, dell'INEGI, la popolazione del comune era distribuita tra 121 località, di cui 118 erano piccoli centri urbani con meno di 500 abitanti. Le località con il maggior numero di abitanti al 2020 sono:
| Località                                                                 | Abitanti anno 2010 | Abitanti anno 2020 |
| Real de Catorce (capoluogo)                                              | 1394               | 1395               |
| Estación Catorce                                                         | 1180               | 1307               |
| Estación Wadley                                                          | 567                | 541                |
| Guadalupe del Carnicero (La Maroma)                                      | 374                | 430                |
| La Cardoncita                                                            | 363                | 392                |
| San Antonio de Coronados                                                 | 318                | 391                |
| El Mastranto                                                             | 283                | 309                |
| Santa María del Refugio                                                  | 326                | 307                |
| Tanque de Dolores                                                        | 296                | 294                |
| Ranchito de Coronados                                                    | 287                | 279                |
| El Potrero                                                               | 340                | 262                |
| Totale Municipio                                                         | 9716               | 9579               |
| Nota: Sono descritte solo le prime uncidi località più popolate nel 2020 |                    |                    |

## Luoghi di interesse

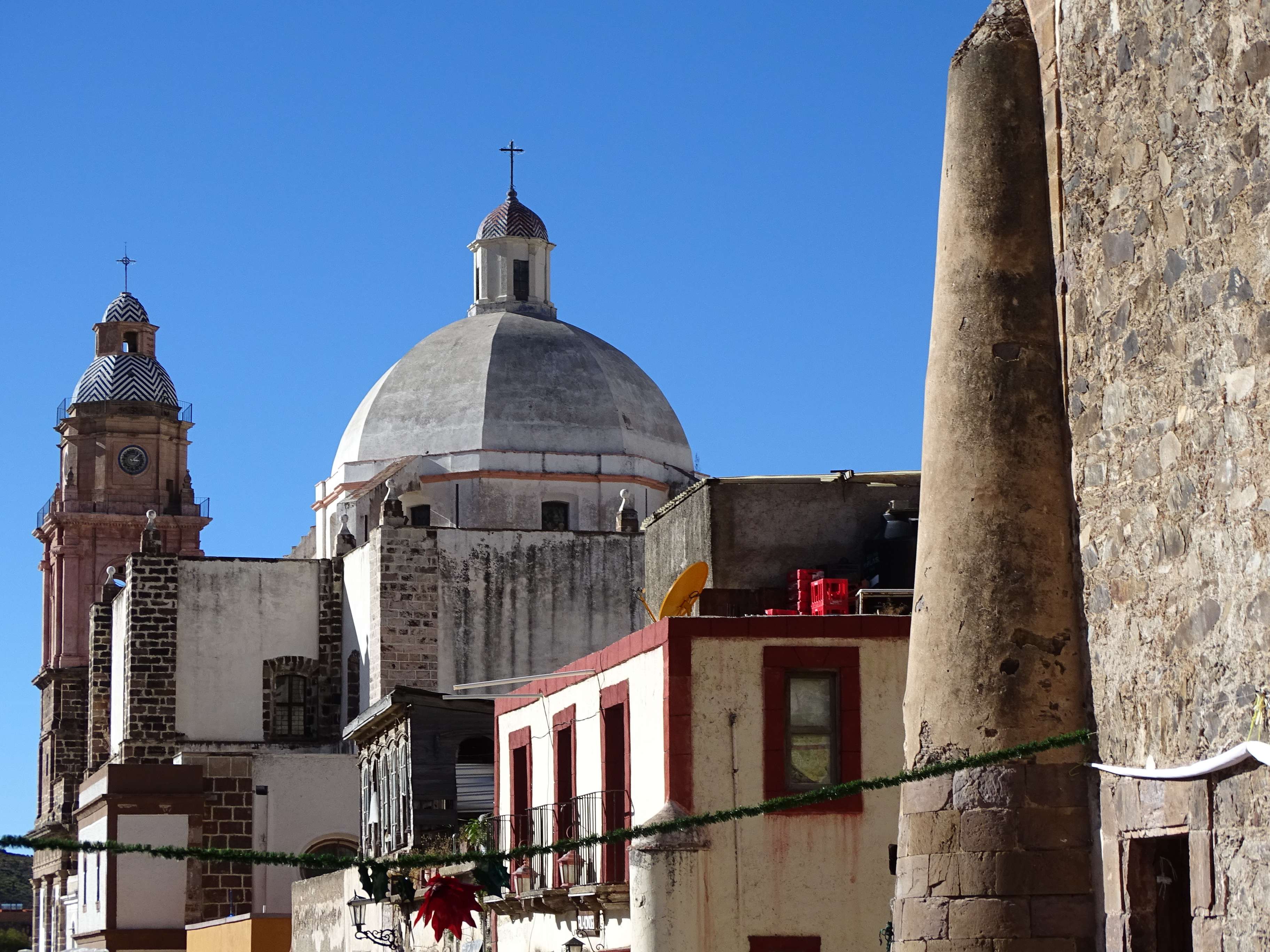
Parroquia de la Purísima Concepción

L'intera cittadina è in stile coloniale spagnolo, non vi sono edifici moderni e nessuna strada è asfaltata, ma tutte hanno una pavimentazione in pietra e alcune in terra battuta, praticamente tutti gli edifici, (case private ed edifici pubblici), sono di interesse storico, i più interessanti sono i seguenti:
IN CENTRO:
- Parroquia de San Francisco de Asis.
- Parroquia de la Purísima Concepción, fondata il 14 febbraio 1783.
- Iglesia de la Virgen de Guadalupe.
- Antigua Casa De Moneda, fondata nel 1863, oggi Centro Cultural de Real de Catorce.
- Presidencia Municipal, il municipio.
- Plaza de Toros, inaugurata nel 1791.
- Palenque de Gallos, inaugurato nel 1863 e restaurato nel 1977.
- Plaza Jardin Hidalgo, costruita nel 1888, il chiosco ubicato nella piazza venne collocato nel 1927.
- Complesso del Cimitero.
- Túnel Ogarrio, inaugurato il 2 aprile 1901.

FUORI DAL CENTRO:

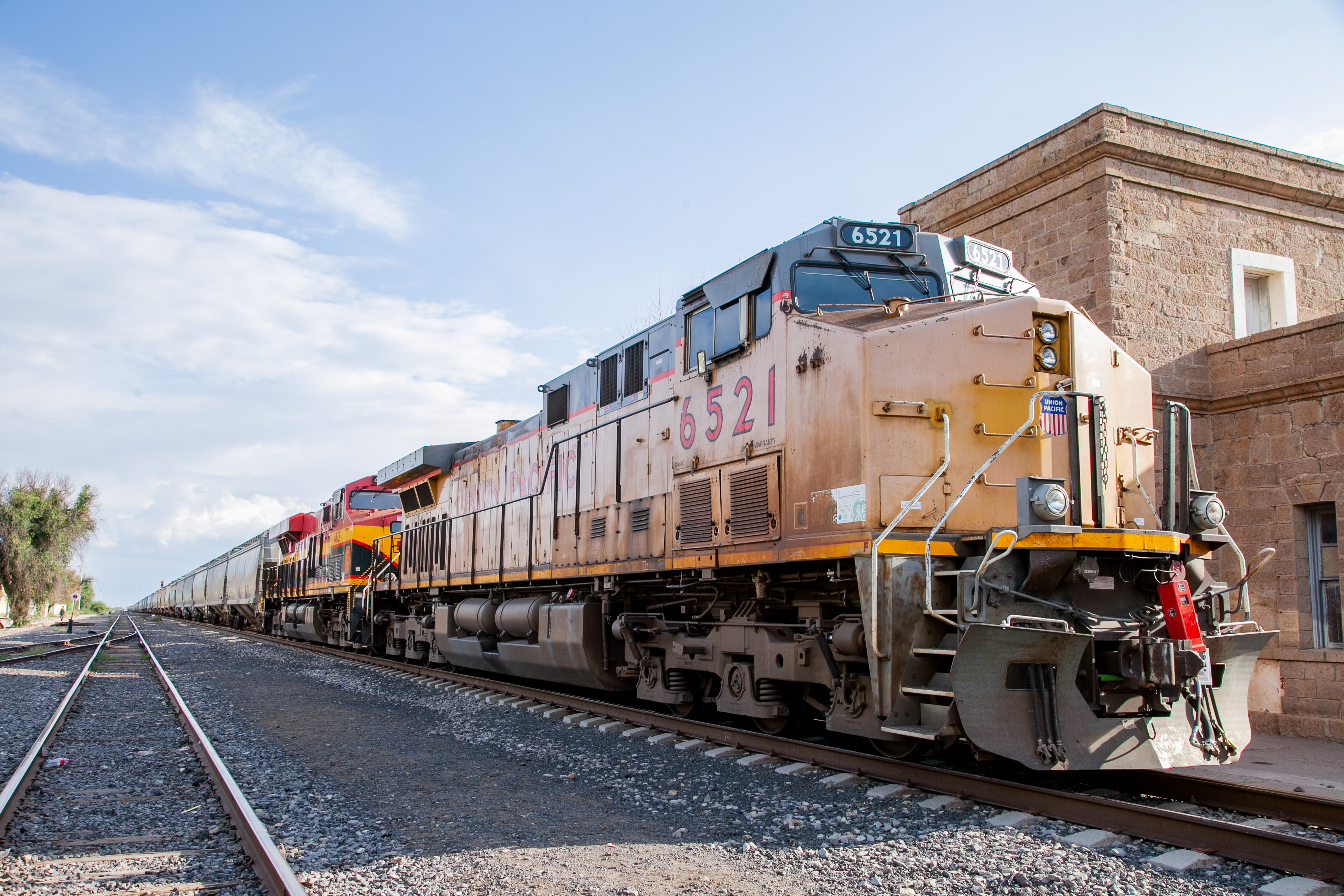
Treno merci alla Estación Catorce

- Pueblo fantasma: sono in realtà delle rovine degli edifici che un tempo comprendevano le haciendas di lavorazione delle miniere di Concepción e del pozzo Compromiso, il cui periodo di massimo splendore durò dal 1880 al 1940.
- Potrero Catorce: oggi disabitato, fu importante centro residenziale con un gran numero di aziende agricole di trasformazione, ma soprattutto di abitanti lavoratori della miniera di Santa Ana.
- Antica Estación de Tren Potrero: costruita nel 1622 come hacienda, nel 1890 divenne stazione della tranvia proveniente da Matehuala. Oggi restano solo i muri esterni dell'edificio.[2]
- La Luz (El Refugio): Si tratta di una piccola comunità mineraria, in parte abbandonata, secondo alcuni testi, indicano che la città "La Luz" ha questo nome, dovuto al fatto che fu la prima città del Messico ad avere l'illuminazione elettrica.
- Iglesia de Santa Ana: si trova su un'altura nelle vicinanze del paese di La Luz.
- Dolores Trompeta: attualmente disabitato, questo paese si trova sul Cerro Barriga de Plata, vicino all'ingresso del Túnel Ogarrio.
- Estación Catorce: Per diversi decenni è stata la stazione ferroviaria di Real de Catorce, prima della privatizzazione delle ferrovie e per più di 50 anni ha dato vita al limitrofo paese di Estación Catorce. La stazione ferrovia distante circa 11km da Real, trasportava quotidianamente i residenti delle comunità limitrofe e della stessa Real. Oggi vi transitano solo treni merci.

## Il Tunnel Ogarrio

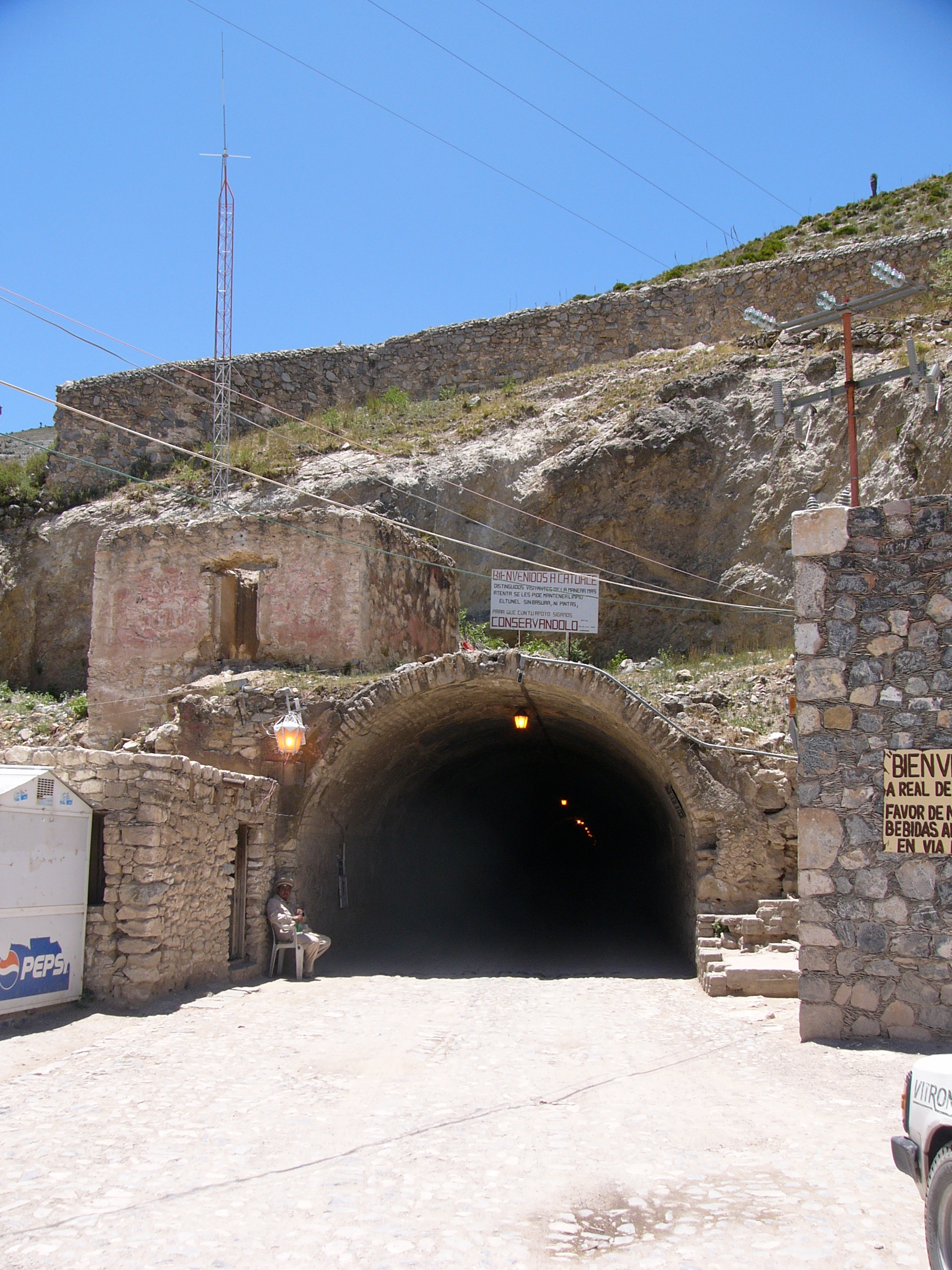
Il Tunnel Ogarrio dal lato di Dolores Trompeta

L'iniziativa di perforare il tunnel venne ai conti di La Maza: Santos, Gregorio, Joaquín e Pedro. Il percorso fu tracciato da Don Vicente Irizar, che lo chiamò Ogarrio, dal nome della sua città natale in Spagna. Il 23 luglio 1897 iniziarono le trivellazioni nella collina, che furono completate il 2 aprile 1901, percorrendo una distanza di 2.300 metri e costando un milione di pesos messicani dell'epoca. La perforazione è stata effettuata da due squadre di operai, una su ciascun lato della collina, che si sono incontrate al centro, i minatori, vi lavorarono fino a 12 ore al giorno. Il tunnel è ad un solo senso di marcia, il traffico è regolato da due persone alle due imboccature, le comunicazioni avvengono tramite un telefono. Dal lato di Real, reca la scritta "OGARRIO" sopra l'arco.

## Cinema
La peculiare bellezza di Real de Catorce ha fatto da sfondo a varie pellicole cinematografiche:
- Il tesoro della Sierra Madre di John Huston (1948)
- Puerto Escondido di Gabriele Salvatores (1992)
- The Mexican - Amore senza sicura di Gore Verbinski (2001)
- Bandidas di Joachim Roenning e Espen Sandberg (2006)

## Trasporti
Autobus extra urbani: Una compagnia di autobus fa servizio 4 o 5 volte al giorno per/da Matehuala, fino all'ingresso del Túnel Ogarrio, dove è necessario cambiare mezzo per percorrere il tunnel, i due mezzi fanno normalmente coincidenza. Non vi sono trasporti pubblici sulla strada per Estación Catorce.
Strade locali: Vi sono solo due strade per arrivare a Real de Catorce: la più usata è quella proveniente da Matehuala, di circa 60km, che in parte è asfaltata mentre per il resto è in pietra. L'altra strada è quella proveniente dal paese di Estación Catorce, di circa 11km, che passa attraverso le montagne, in parte è asfaltata, parte in terra battuta, mentre per il resto è in pietra.